# خارپشت و روباه
خارپشت و روباه یا با عنوان کامل  خارپشت و روباه؛ جستاری در دیدگاه تولستوی دربارهٔ تاریخ ، عنوان جستاری است از فیلسوف روسی-بریتانیایی آیزایا برلین. این جستار در سال ۱۹۵۴ در قالب یک کتاب در دسترس عموم قرار گرفت و با استقبال بسیار زیاد علاقه مندان روبرو شد. برلین درباب این جستار عنوان کرده بود «من این جستار را به عنوان یک بازی لذت بخش روشنفکرانه در نظر گرفته بودم اما آن جدی گرفته شد». این کتاب را نجف دریابندری به فارسی برگردانده است.

## چکیده
عنوان این مقاله با اشاره به قطعه باقی مانده از شاعر یونان باستان آرخیلوخوس انتخاب شده است (آرخیلوخوس در سخنی حکیمانه می‌گوید که روباه خیلی چیزها می‌داند، اما خارپشت تنها یک چیز مهم می‌داند).

برلین با بسط این ایدهٔ باستانی بر آن شد تا نویسندگان و اندیشمندان را بر دو دسته تقسیم‌بندی کند:
دسته اول جوجه تیغی ها؛ کسانی که به جهان از یک چشم‌انداز مشخص و معین می‌نگریستند. افرادی چون افلاطون، لوکرتیوس، بلز پاسکال، مارسل پروست و فرناند برودل در این تقسیم‌بندی قرار می‌گیرند.
دسته دوم روباه‌ها؛ آنها افرادی هستند که جهان را منحصر به یک ایده نمی‌کنند و براساس ایده‌ها و تجربیات فراوانی جهان را معنا می‌کنند مانند ارسطو، دسیدریوس اراسموس و گوته.

در باب لئون تولستوی نیز برلین ادعا می‌کند که در نگاه نخست تعریف تولستوی از درون یکی از این دو گروه گریزان است. او این فرض را دارد که استعداد تولستوی از گونه روباه است اما باورهای او خارپشت گونه می‌باشد.